# 臨夏市
臨夏市（りんか-し）は中国甘粛省臨夏回族自治州に位置する県級市。臨夏回族自治州の行政中心で、かつての河州にあたる。イスラム教徒である回族や少数民族ドンシャン族が多く居住し、人口の55パーセントが少数民族である。

## 地理
臨夏市は甘粛省南部に位置し、213国道が市内を通る。

## 行政区画
7街道、4鎮を管轄：
- 街道弁事処：城南街道、城北街道、東関街道、西関街道、八坊街道、紅園街道、東区街道
- 鎮：城郊鎮、枹罕鎮、南竜鎮、折橋鎮

## 交通

### 道路
- 高速道路
  - S2 蘭郎高速道路
- 国道
  - G213国道

## 名所
- 蝴蝶楼 - 馬歩青の邸宅。
- 華寺拱北 - スーフィーの指導者馬来遅の廟。
- 臨夏大拱北 - スーフィーの指導者祁静一の廟。
- 楡巴巴拱北 - スーフィーの指導者の廟。
- 国拱北 - スーフィーの指導者陳一明の廟。
- 万寿観 - 道観。